# Воєводська дорога 109 (Польща)
Воєводська дорога 109 (DW109) — воєводська дорога класу G у Західнопоморському воєводстві, довжиною 38,9 км, з’єднує Мрежино зі швидкісною дорогою S6 та воєводською дорогою № 108 у Плотах. Управління доріг Західної Поморії в Кошаліні визначило її як дорогу класу G.
Пролягає через Грифіцький повіт (ґміни: Тшебятув, Грифіце та Плоти). На трасі часто зустрічаються не експлуатовані залізничні переїзди. Місцями паркування транспортних засобів опікується Грифіцька лісова інспекція. Весь маршрут підпорядковується Грифіцькому воєводському району доріг.

## Допустиме навантаження на вісь
З 13 березня 2021 року допускається рух транспортних засобів з навантаженням на одну ведучу вісь до 11,5 тонн, крім місць, позначених знаком заборони В-19.